# Glory (satélite)

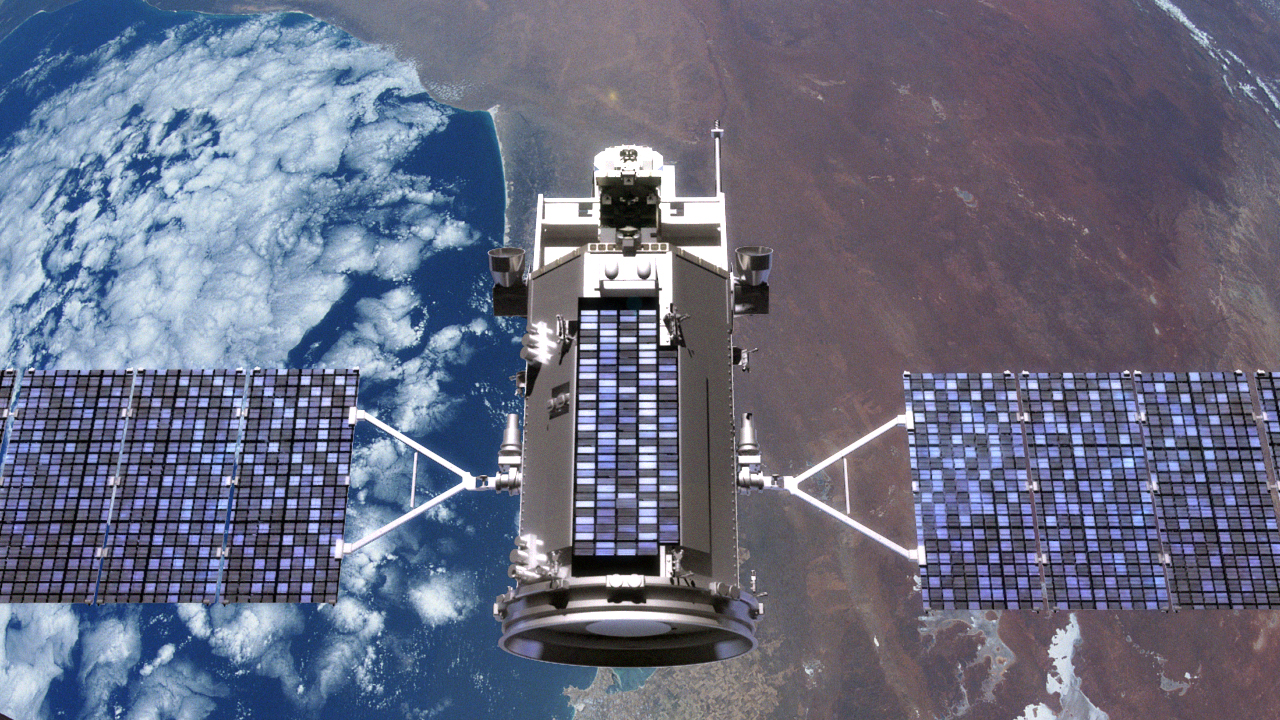
Impressão artística do satélite Glory orbitando a Terra.

O Glory foi um satélite  planejado pela NASA, cuja missão teria o objetivo de coletar dados climáticos por um longo período de tempo, incluindo: propriedades químicas, micro físicas e óticas, distribuição espaço / tempo de sulfatos e outros aerossóis, além de dados de irradiação solar.
As áreas da ciência atendidas pelo Glory incluíam: composição atmosférica, ciclo de carbono, ecossistemas, geo bioquímica, alteração e variação climática, e também ciclos de água e energia. O satélite foi perdido em 4 de Março de 2011, por conta de um mau funcionamento do seu veículo lançador, um foguete Taurus XL.

## Lançamento
O lançamento do satélite Glory, a partir da Base da Força Aérea de Vandenberg, perto de Lompoc, Califórnia a bordo de um foguete Taurus XL, foi planejado originalmente para 23 de Fevereiro de 2011. Ele foi adiado devido ao mal funcionamento de equipamentos de apoio em terra.
A próxima tentativa foi marcada para 4 de Março de 2011. O foguete Taurus, iria carregar uma carga útil secundária, composta por três pequenos CubeSats construídos por estudantes universitários de Montana, Colorado e Kentucky.
O lançamento acabou ocorrendo em 4 de Março de 2011 as 10:09:43 UTC, a partir da Base da Força Aérea de Vandenberg. Os três primeiros estágios do foguete, funcionaram conforme o planejado, mas a coifa de proteção da carga útil, falhou em se separar aos 2 minutos e 58 segundos depois do lançamento.
A coifa que protege o satélite durante o lançamento e a subida, é projetada para se separar e cair pouco depois do lançamento. Devido a essa falha na separação, o foguete permaneceu muito pesado para atingir a órbita correta.[carece de fontes?]
De acordo com o diretor de lançamento, Omar Baez, o satélite e o lançador, caíram no Pacífico Sul. Esta falha teve um custo estimado de no mínimo US$ 424 milhões. Essa estimativa só inclui o custo do satélite, e não o custo do lançador e dos serviços de lançamento. Na falha anterior do Taurus XL, o custo do veículo e dos serviços foi estimado em US$ 54 milhões.